# Ardisia romanii
Ardisia romanii är en viveväxtart som beskrevs av Adolph Daniel Edward Elmer. Ardisia romanii ingår i släktet Ardisia och familjen viveväxter. Inga underarter finns listade i Catalogue of Life.